# Lea Schwer
Lea Schwer (* 13. Januar 1982 in Basel, Schweiz) ist eine Schweizer Beachvolleyballspielerin.

## Karriere
Ihre ersten internationalen Turniere spielte Schwer 2002 zusammen mit Dinah Kilchenmann. Das Duo nahm 2003 an der Europameisterschaft und World Tour teil.
Schwer wurde 2004 Vize-Europameister der U23 und belegte mit Kilchmann Platz 17 beim World-Tour-Turnier Gstaad.
Im gleichen Jahr spielte sie ausserdem noch mit Sarah Rohrer und Isabelle Forrer, mit der sie Rang 13 in Rio de Janeiro erreichte.
Anschliessend kam sie mit ihrer heutigen Partnerin Simone Kuhn zusammen.
Die Schweizer Meister 2005 wurden im gleichen Jahr Siebter beim Grand Slam in Paris und schafften 2006 drei neunte Plätze bei Grand-Slam-Turnieren.
2007 belegte das von Jean-Charles Vergé-Dépré trainierte Duo den siebten Rang in Kristiansand.
Bei der WM in Gstaad kamen sie jedoch trotz des Heimvorteils nicht über Platz 17 hinaus.
Wegen der verletzungsbedingten Absage des österreichischen Duos Montagnolli/Swoboda qualifizierten sich Kuhn/Schwer kurzfristig noch für die Olympischen Spiele 2008. In Peking schieden sie allerdings sieglos nach der Vorrunde aus. Ende August 2008 beendete Lea Schwer ihre Profi-Karriere und widmete sich von da an ihrem Studium.

## Privat
Lea Schwer studiert Soziologie und Medienwissenschaften.